# Guarne (kommun)
Guarne är en kommun i Colombia.   Den ligger i departementet Antioquía, i den centrala delen av landet, 240 km nordväst om huvudstaden Bogotá. Antalet invånare är 39 541. Arean är 151 kvadratkilometer.
Terrängen i Guarne är kuperad åt sydost, men åt nordväst är den bergig.